# دیوید نیون جونیور
دیوید نیون جونیور (انگلیسی: David Niven Jr.؛ زادهٔ ۱۵ دسامبر ۱۹۴۲) تهیه‌کننده فیلم و بازیگر اهل بریتانیا است.
از فیلم‌ها یا مجموعه‌های تلویزیونی که وی در آن‌ها نقش داشته است، می‌توان به ساعت شلوغی ۳ و عقاب فرود آمده اشاره نمود.